# Eva Grebel
Eva K. Grebel (1966, Dierdorf), és una astrònoma alemanya. Des de 2007, ha estat codirectora de l'Astronomisches Rechen-Institut en la Universitat d'Heidelberg a Alemanya. Eva Grebel és una experta en l'estudi de poblacions estel·lars i de formació de galàxies.

## Investigació
La investigació de Grebel se centra en les estrelles de la Via Làctia i d'altres membres del Grup local de galàxies, incloent les Gran i Petit Núvol de Magalhães, així com galàxies nanes properes. Els estudis de Grebel s'ocupen de l'evolució química i estructura de les galàxies, la formació estel·lar i les propietats de diverses poblacions estel·lars, amb l'objectiu de reconstruir l'origen i evolució de la Via Làctia i d'altres galàxies.

## Biografia
Grebel va estudiar física i astronomia en la Universitat de Bonn, obtenint el grau en física el 1991. Durant part d'aquest mateix any, va ser estudiant d'estiu a l'Institut de Ciència del Telescopi Espacial a Baltimore.
Va cursar els estudis de postgrau en la Universitat de Bonn, passant els anys 1992-1994 com a becària a l'Observatori de La Silla del Observatori Europeu Austral a Xile. Va obtenir el seu doctorat el 1995 amb distinció. El seu tema de dissertació era «Estudis de població estel·lar a galàxies properes».
Posteriorment, Grebel va ocupar un lloc de postdoctorat en la Universitat d'Illinois a Urbana-Champaign (1995-1996), en la Universitat de Würzburg (1996-1997) i en la Universitat de Califòrnia a Santa Cruz (1997-1998). Va guanyar una Beca Hubble en 1998, unint-se a la Universitat de Washington a Seattle com a «becària Hubble» el 1998-2000.
Al 2000, Grebel va tornar a Alemanya com a líder de grup d'investigació a l'Institut Max Planck per a Astronomia a Heidelberg. Al 2003, va acceptar la designació a la presidència d'astronomia observacional de l'Institut Astronòmic de la Universitat de Basilea, com la successora de Gustav Tammann. De 2004-2007, va ser la directora de l'institut.
Al 2007, Grebel va ser nomenada professora d'Astronomia de la Universitat d'Heidelberg, on també es va convertir en un dels dos directors de l'Astronomisches Rechen-Institut. En aquell temps, Grebel era l'única dona professora d'Astronomia a Alemanya.
Grebel és la presidenta del Centre d'Investigació Col·laboratiu-DFG 881 "El Sistema de la Via Làctia" en la Universitat d'Heidelberg i president de la comissió H1 "L'Univers Local" de la Unió Astronòmica Internacional.

## Premis
- 2015 Premi Hector Science,[10] i Membre de l'Acadèmia BecaHector.[11]
- 2006 Premi Johann Wempe, Institut Leibniz Astrofísica de Potsdam.
- 1999 Premi Internacional a una Beca d'Investigació Henri Chrétien, American Astronomical Society.
- 1996 Premi Ludwig Biermann, Astronomische Gesellschaft.